# Lothar Hinze
Lothar Hinze (* 3. Oktober 1937) ist ein deutscher Theaterschauspieler, Sportjournalist und Synchronsprecher.

## Leben
Lothar Hinze absolvierte eine Schauspielausbildung an der privaten Fritz-Kirchhoff-Schule in Berlin. Darauf folgten erste Engagements an der Berliner Tribüne und der Vaganten Bühne. Seit 1960 ist er als Synchron- und Hörspielsprecher tätig, später auch als Synchronregisseur. Ab 1961 wurde er zudem langjähriger Mitarbeiter im Hörfunk und Fernsehen des Sender Freies Berlin. Als Sportmoderator und Leiter des Hörfunksports (bis 2001) begleitete er zehn Olympische Sommer- und Winterspiele sowie zwei Fußball-Weltmeisterschaften.
Als Synchrondarsteller in Spielfilmen ist Hinze vor allem in kleineren Rollen zu hören, so in Morgen ist ein neuer Tag, Seemann ahoi!, Straßen der Nacht, Familiengrab und Unternehmen Staatsgewalt, Nummer 5 gibt nicht auf und Forrest Gump. Größere Bekanntheit erreichte er als deutsche Stimme von John M. Jackson als Admiral Chegwidden in der Serie JAG – Im Auftrag der Ehre und deren Ablegern sowie als Stimme von Terry O’Quinn in verschiedenen Serien, darunter auch für John Locke in den ersten beiden Staffeln der Fernsehserie Lost.
Nach dem Tod seines Sohnes Matthias Hinze legte er zeitweise seine Tätigkeit als Synchronsprecher nieder. Seit Ende 2011 spricht er wieder den Schauspieler Terry O’Quinn, so in der wiederkehrenden Rolle des Joe White in der Serie Hawaii Five-0. Lothar Hinze hatte auch eine Sprechrolle als Dr. Arnold im Hörspiel Bibi und Tina, Das Schmusepony (Folge 32).

## Synchronrollen (Auswahl)
Terry O’Quinn
- 1996: Geschichten aus der Gruft als Inspector Martin Zeller
- 1997–2001: Millennium – Fürchte deinen Nächsten wie Dich selbst als Peter Watts
- 2000: Breast Man als Hersch Lawyer
- 2002: Akte X – Die unheimlichen Fälle des FBI als Shadow Man
- 2003–2007: Alias – Die Agentin als Stellvertretender FBI Direktor Kendall
- 2005–2006: Lost als John Locke (1. Stimme)
- 2011–2018: Hawaii Five-O als Joe White
- 2011: Taken from Me: Hölle für eine Mutter als Mark Miller
- 2017: The Blacklist: Redemption als Howard Hargrave
- 2018: Castle Rock als Dale Lacy

John M. Jackson
- 1997–2004: JAG – Im Auftrag der Ehre als Rear Admiral A.J. Chegwidden
- 2003: Navy CIS als Rear Admiral A.J. Chegwidden
- seit 2009: Navy CIS: L.A. als Rear Admiral A.J. Chegwidden

### Filme
- 1967: Peter Goff in Morgen ist ein neuer Tag als Lipscomb
- 1978: John Boylan in Blutsverwandte als Polizist #3
- 1986: Bruce French in Staatsanwälte küßt man nicht als TV-Reporter
- 1992: Loring Smith in Der Schatten des dünnen Mannes als „Link“ Stephens
- 1992: Reed Hadley in Kansas Pazifik als Bill Quantrill
- 1993: John Morgan in Cool Runnings – Dabei sein ist alles als John Morgan
- 1993: Gerry Bamman in Bodyguard als Ray Court
- 1998: J. Patrick McCormack in Ein Zwilling kommt selten allein als Les Blake
- 2008: Marv Albert in Daddy ohne Plan als Marv Albert
- 2020: Frank Oz in Knives Out – Mord ist Familiensache als Alan Stevens

### Serien
- 1997–2011: Barry Jackson in Inspector Barnaby als Dr. George Bullard